# Ioannes Kinnamos
Ioannes Kinnamos (tiếng Hy Lạp: Ἰωάννης Κίνναμος hoặc Κίναμος hay Σίνναμος; ? – ?) là sử gia Đông La Mã gốc Hy Lạp. Kinnamos từng làm thư ký (tiếng Hy Lạp grammatikos, rất có thể là một chức vụ liên quan đến chính quyền quân sự) cho Hoàng đế Manouel I (1143–1180), mà ông có dịp tháp tùng trong các cuộc chinh chiến tại châu Âu và Tiểu Á. Có vẻ như Kinnamos sống lâu hơn Andronikos I, vị hoàng đế xấu số mất vào năm 1185.
Kinnamos là tác giả của một quyển lịch sử kể về giai đoạn 1118-1176, tiếp nối bộ sử Alexiad của công chúa Anna Komnene, và bao gồm thời kỳ trị vì của Ioannes II và Manouel I, cho tới lúc Manouel gặp phải thất bại thảm hại khi phát động cuộc chiến thảo phạt người Thổ trong trận Myriokephalon.
Tác phẩm của Kinnamos chấm dứt một cách đột ngột, dù rất có thể là bản gốc vẫn được tiếp tục từ sau cái chết của Manouel. Cũng có những dấu hiệu cho thấy tác phẩm hiện nay là sự tóm lược của một công trình lớn hơn nhiều. Anh hùng dân tộc là Manouel, và xuyên suốt cả bộ sử Kinnamos cố gắng làm nổi bật những gì mà ông coi như là ưu thế của Đế quốc Đông La Mã so với các nước phương Tây và các cường quốc khác. Tương tự như vậy, ông là một người đối lập cương quyết về điều mà ông nhận thức được như là sự kỳ vọng vào chế độ Giáo hoàng. Tuy vậy, ngòi bút của ông được viết ra với sự thẳng thắn của một người lính, và đôi khi thừa nhận sự thiếu hiểu biết của mình về những sự kiện nhất định. Tác phẩm được biên soạn khá tốt và văn phong thì phỏng theo Xenophon, rất đơn giản, đặc biệt khi so sánh với các tác phẩm hoa mỹ của các tác giả Hy Lạp khác trong thời kỳ này. William Plate đã coi ông là nhà sử học xuất sắc nhất trong thời đại này.
Ioannes Kinnamos còn được ghi nhận có soạn một quyển sách kể về một trong những vị hoàng đế Angelos, thế nhưng sách này được cho là đã bị thất truyền (có lẽ cùng chung số phận với phần còn lại từ trong tác phẩm đồ sộ của tác giả).